# El Socorro
El Socorro – miasto w Wenezueli, w stanie Guárico.